# Paula Agulló
Paula María Agulló Pelegrin(Elche, 10 de junio de 2005) es una jugadora de balonmano española que juega de extremo en atticgo Bm Elche y la selección española de balonmano. 

## Trayectoria
Empezó en el balonmano en el equipo colegial de las Jesuitinas. Llegó al Club Balonmano Elche siendo cadete de primer año, en la temporada 2019/20. Fue campeona de España cadete con en la 2020/21.
Paula Agulló debutó en la temporada 2022/23 con el conjunto senior en la Liga Guerreras Iberdrola y, en la misma temporada, debutó en la EHF European Cup, con 17 años. Fue parte del grupo que se proclamó dos veces subcampeona de liga y se alzó con el título de la EHF European Cup en 2024.Desde la temporada 2024/25 tiene ficha con el primer equipo ilicitano y, en esa misma temporada debutó en la EHF European League.

### Selección española
En mayo de 2024 fue llamada por Joaquín Rocamora para el Torneo 4 Naciones de Portugaly el Mundial 2024 de Serbia, además de ganar el EHF Championship (la segunda división del balonmano de base europeo) en 2024. Debutó con la absoluta española ante la selección sueca el 24 de octubre de 2024. En noviembre entró en la preselección para el Campeonato de Europa del 2024.

## Títulos y galardones

### Títulos
- 1 x EHF European Cup (2023/24)

#### Selección
- 1 x  EHF Championship Júnior (2023)